# Eclaçan
Eclassan és un municipi francès situat al departament de l'Ardecha i a la regió d'Alvèrnia-Roine-Alps. L'any 2007 tenia 833 habitants.

## Demografia

### Població
El 2007 la població de fet d'Eclassan era de 833 persones. Hi havia 312 famílies de les quals 56 eren unipersonals (16 homes vivint sols i 40 dones vivint soles), 112 parelles sense fills, 128 parelles amb fills i 16 famílies monoparentals amb fills.
La població ha evolucionat segons el següent gràfic:
Habitants censats

### Habitatges
El 2007 hi havia 375 habitatges, 316 eren l'habitatge principal de la família, 33 eren segones residències i 26 estaven desocupats. 360 eren cases i 12 eren apartaments. Dels 316 habitatges principals, 269 estaven ocupats pels seus propietaris, 39 estaven llogats i ocupats pels llogaters i 8 estaven cedits a títol gratuït; 15 tenien dues cambres, 33 en tenien tres, 82 en tenien quatre i 186 en tenien cinc o més. 242 habitatges disposaven pel capbaix d'una plaça de pàrquing. A 124 habitatges hi havia un automòbil i a 172 n'hi havia dos o més.

### Piràmide de població
La piràmide de població per edats i sexe el 2009 era:
| Homes | Edats   | Dones |
| ----- | ------- | ----- |
| 0     | 95 o +  | 0     |
| 0     | 90 a 94 | 4     |
| 4     | 85 a 89 | 8     |
| 8     | 80 a 84 | 4     |
| 4     | 75 a 79 | 16    |
| 20    | 70 a 74 | 12    |
| 20    | 65 a 69 | 24    |
| 12    | 60 a 64 | 28    |
| 16    | 55 a 59 | 12    |
| 40    | 50 a 54 | 28    |
| 20    | 45 a 49 | 32    |
| 28    | 40 a 44 | 28    |
| 16    | 35 a 39 | 20    |
| 28    | 30 a 34 | 20    |
| 8     | 25 a 29 | 16    |
| 28    | 20 a 24 | 12    |
| 28    | 15 a 19 | 28    |
| 20    | 10 a 14 | 28    |
| 20    | 5 a 9   | 24    |
| 4     | 0 a 4   | 8     |

## Economia
El 2007 la població en edat de treballar era de 527 persones, 390 eren actives i 137 eren inactives. De les 390 persones actives 353 estaven ocupades (207 homes i 146 dones) i 37 estaven aturades (14 homes i 23 dones). De les 137 persones inactives 51 estaven jubilades, 34 estaven estudiant i 52 estaven classificades com a «altres inactius».

### Ingressos
El 2009 a Eclassan hi havia 348 unitats fiscals que integraven 924 persones, la mediana anual d'ingressos fiscals per persona era de 15.933 €.

### Activitats econòmiques
Dels 24 establiments que hi havia el 2007, 1 era d'una empresa extractiva, 2 d'empreses alimentàries, 2 d'empreses de fabricació d'altres productes industrials, 12 d'empreses de construcció, 1 d'una empresa de transport, 2 d'empreses d'hostatgeria i restauració, 3 d'empreses de serveis i 1 d'una empresa classificada com a «altres activitats de serveis».
Dels 10 establiments de servei als particulars que hi havia el 2009, 2 eren tallers de reparació d'automòbils i de material agrícola, 4 paletes, 1 guixaire pintor, 2 fusteries i 1 empresa de construcció.
Dels 2 establiments comercials que hi havia el 2009, 1 era una botiga de menys de 120 m² i 1 una fleca.
L'any 2000 a Eclassan hi havia 40 explotacions agrícoles que ocupaven un total de 924 hectàrees.

## Equipaments sanitaris i escolars
El 2009 hi havia una escola elemental.

## Poblacions més properes
El següent diagrama mostra les poblacions més properes.